# Eihandgranate 39
Eihandgranate 39 – granat ręczny "jajko" armii niemieckiej używany przez całą drugą wojnę światową. Zbudowany był z dwóch połówek metalowych z wykręcanym zapalnikiem typu BZE39 (Brennzünder fur Eihandgranate 39).

## Historia i opis konstrukcji
Pierwsze granaty tego typu powstały jeszcze przed pierwszą wojną światową.
Skonstruowany w końcu 1939, a wprowadzony do uzbrojenia na początku 1940 granat Eihandgranate 39 znany także jako M39 był rozwinięciem granatu z 1916 roku. Małe rozmiary granatu ułatwiały transport, pozwalały na przenoszenie większej jego liczby przez jednego żołnierza. Korpus granatu składał się z dwóch półkulistych wyprasek z blachy stalowej wypełnionych materiałem wybuchowym. Połówki były połączone poprzez zaprasowanie brzegów blachy. Początkowo obły kształt granatu, wzbogacono w maju 1942 o uchwyt w kształcie kółka przytwierdzony do dna korpusu, umożliwiający łatwiejsze przyczepienie do umundurowania, pasa itp. We wrześniu 1944 wprowadzono do użycia koszulkę odłamkową analogicznie jak w granacie trzonkowym Stielhandgranate 24. Granaty te występowały w dwóch wariantach malowania - w kolorze zielono-szarym (feldgrau) i piaskowym.
Do granatu opracowano nowy typ zapalnika BZE39 (Brennzünder fur Eihandgranate 39) wkręcany w korpus granatu przy pomocy specjalnego klucza. Następne modele zapalników zaopatrzono w skrzydełka (wygięte w górę lub w dół) umożliwiające wkręcenie go bez użycia narzędzi. Uzbrojenie granatu odbywało się przez wykręcenie kulistej nakrętki zapalnika i pociągnięcie przytwierdzonego do niej sznura uruchamiającego zapalnik tarciowy. Eksplozja następowała po upływie 1 do 10 sekund w zależności od typu zapalnika. Stosowano 4 rodzaje zapalników charakteryzujących się różnym czasem zwłoki i oznaczano je przez pomalowanie nakrętki zapalnika na jeden z kolorów:
- Czerwone - opóźnienie 1 sekunda (używany jako granat-pułapka, często celowo pozostawiany przez wycofujące się oddziały niemieckie by razić żołnierzy przeciwnika próbujących go użyć),
- Niebieski - 4,5 sekundy opóźnienia - zapalnik standardowy,
- Żółty - 7,5 sekundy opóźnienia,
- Szary - 10 sekund opóźnienia.

Ocenia się, że wyprodukowano ok. 84 milionów sztuk tych granatów.